# Jordi Cornudella
Jordi Cornudella i Martorell (Barcelona, 22 de octubre de 1962) es un poeta, traductor y editor de Cataluña, España. Licenciado en Filología clásica, entre su obra destacan los poemarios Felí encès (1995) y El germà de Catul i més coses (1997), con el que ganó el Premio de la Crítica de poesía catalana. También ha publicado ensayos y estudios, y es traductor de prosa y poesía. En 2003 editó una antología de poemas universales sobre la guerra, Maleïdes les guerres.
Trabaja en el mundo editorial desde 1986: de 1986 a 1991 en Quaderns Crema, para pasar después a las ediciones institucionales relacionadas con el Comité Olímpico de Barcelona 92. Desde 1996 es editor en Grup 62, donde actualmente trabaja en el proyecto cultural (poesía, clásicos catalanes y universales, obras completas, etc) y donde también ha preparado las ediciones de autores contemporáneos como Toni Sala, Jordi Puntí o Jaume Cabré y clásicos como Obra poètica en vers i en prosa de J.V. Foix. Actualmente está a cargo de las ediciones y reediciones de la obra de Josep Pla en Editorial Destino y Editorial Empúries, siendo uno de los representantes de Grup 62 en la Cátedra Josep Pla.

## Obra

### Poesía
- Felí encès. Barcelona: Quaderns Crema, 1985
- El germà de Catul i més coses. Barcelona: Empúries - Edicions 62, 1997
- Tot abulcàssim. Edicions Vitel·la, 2019

### Biografías
- Àlbum Ferrater (juntro con Núria Perpinyà i Filella). Barcelona: Quaderns Crema, 1992

### Estudios literarios
- Nabí, de Josep Carner. Barcelona: Empúries, 1986
- Gabriel Ferrater: vers i prosa. Valencia: Eliseu Climent / Edicions Tres i Quatre, 1988
- Les bones companyies. Barcelona: Galáxia Gutenberg - Círculo de Lectores, 2010[3]

## Premios literarios
- Premio de la Crítica de poesía catalana, 1997: El germà de Catul i més coses
- Premio Cavall Verd-Rafael Jaume de traducción poética, 2004, por la coordinación de la traducción de Maleïdes les guerres
- Premio Internacional de Ensayo Josep Palau i Fabre, 2010: Les bones companyies[4]